# مستر بین به شهر می‌رود
«مستر بین به شهر می‌رود» چهارمین قسمت از مجموعه تلویزیونی بریتانیایی مستر بین است که توسط تلویزیون تایگر برای تلویزیون تامز تولید شده است. این قسمت نخستین بار در ۱۵ اکتبر ۱۹۹۱ از شبکه آی‌تی‌وی پخش شد و در طول پخش اصلی خود ۱۴٫۴۲ میلیون بیننده داشت.
این نخستین قسمتی بود که با استریوی نیکام تولید و پخش شد و نخستین قسمتی بود که تحت نظارت یک تیم تولید جدید – کارگردانان جان بیرکین و پل ویلند (به ترتیب روی سکانس‌های استودیویی و مکان کار می‌کردن) و تهیه‌کننده سو ورتیو قرار گرفت. همچنین نخستین قسمتی بود که نسخه آشنای «خیابانی» سکانس تیتراژ را تکرار کرد.

## داستان

### بخش ۱: تلویزیون
مستر بین به تازگی یک تلویزیون قابل حمل خریده است. بعد از باز کردن جعبه و قرار دادن آن روی یک میز کوتاه، دوشاخه را به پریز می‌زند و از اینکه تلویزیون روشن نمی‌شود، تعجب می‌کند. خیلی زود متوجه می‌شود که سیم دوشاخه را وصل نکرده است. پس از پیچاندن سیم به دوشاخه، وصل کردن آنتن و روشن کردن تلویزیون، می‌بیند که هر چقدر آنتن را جابجا می‌کند، هیچ تصویری دریافت نمی‌کند. وقتی آنتن را روی زمین می‌گذارد و خودش روی صندلی در نقطه خاصی می‌نشیند، ناگهان تلویزیون سیگنال پیدا می‌کند، اما فقط به شرطی که تلویزیون رو به او نباشد. سعی می‌کند خم شود تا صفحه را ببیند، اما به محض اینکه سرش را به سمت صفحه می‌چرخاند، سیگنال قطع می‌شود. هر کاری می‌کند، نمی‌تواند با صفحه نمایش در مقابل دیدش سیگنال دریافت کند. با یک ایده هوشمندانه، تصمیم می‌گیرد تمام لباس‌هایش را درآورد و آنها را روی صندلی طوری بچیند که شبیه خودش شود. این کار در نهایت جواب می‌دهد، البته وقتی که لباس زیرش را هم در این ترکیب قرار می‌دهد (برای پوشاندن خودش از جعبه مقوایی تلویزیون استفاده می‌کند). متاسفانه، همین که بین برای تماشای تلویزیون می‌نشیند، کنتور برق اعتباری‌اش تمام می‌شود و برق قطع می‌شود، که این موضوع حسابی او را آزار می‌دهد.

### بخش ۲: دزد دوربین
همان روز، بین برای امتحان دوربین پولاروید جدیدش راهی پارک بترسی می‌شود تا از مجسمه‌های سه پیکر ایستاده عکس بگیرد. اما هرچه تلاش می‌کند، نمی‌تواند یک سلفی واضح بگیرد. بنابراین از عابری (نیک هنکاک) می‌خواهد که عکس او را بگیرد، اما مرد با ترفندی دوربین را از او می‌قاپد و فرار می‌کند. بین که متوجه ماجرا می‌شود، به دنبال دزد می‌رود و در نهایت او را در یک سطل آشغال به دام می‌اندازد و با مداد به او ضربه می‌زند. اما دزد درست در لحظه‌ای که بین افسر پلیس (ماتیلدا زیگلر) در حال عبور را خبر می‌کند، فرار می‌کند. در کلانتری، بین تلاش می‌کند تا دزد را در صف شناسایی کند، اما چون در تشخیص او مشکل دارد، از گروهبان پلیس می‌خواهد که تغییر کوچکی بدهد: مردان در صف شناسایی باید سطل‌های آشغال روی سرشان بگذارند. بین با مدادش به هر یک از آن‌ها ضربه می‌زند تا اینکه فریاد درد مجرم را که به یاد دارد، می‌شنود و به این ترتیب او را به پلیس معرفی می‌کند.

### بخش ۳: کفش و قرار عصرانه
در حالی که بین در حال عبور از شهر است، پایش به خارش می‌افتد. برای رفع خارش، کفش و جورابش را درمی‌آورد و آن‌ها را روی سقف یک خودروی پارک شده می‌گذارد، اما خودرو با آن‌ها حرکت می‌کند و می‌رود. بین مجبور می‌شود در حالی که لی‌لی‌کنان در شهر به دنبال آن‌ها می‌گردد، به مدت کوتاهی در یک مغازه توقف کند تا کفشی پیدا کند که با کفش خودش مطابقت داشته باشد، اما وقتی فروشنده اصرار می‌کند که او باید هر دو لنگه کفش را بخرد، نمی‌تواند فقط یک لنگه کفش را بخرد. بعد از دیدن خودرو، بین جلوی آن می‌پرد و باعث توقف آن می‌شود. کفش و جورابش می‌افتند و او آن‌ها را برمی‌دارد و از راننده تشکر می‌کند.
شب‌هنگام، بین در حال قدم زدن در شهر، تلاش می‌کند موهایش را در ویترین یک مغازه شانه کند، اما در شانه کردن پشت سرش به مشکل برمی‌خورد. برای حل این مشکل، از یک دستگاه عکس شناسنامه استفاده می‌کند تا از پشت سرش عکس بگیرد. سپس به سمت یک کلاب شبانه به نام «کلاب فوت» (این واژه قبلاً به عنوان گرافیتی در ابتدای قسمت «بازگشت مستر بین» دیده شده بود) می‌رود و با دوست‌دخترش ایرما گاب (که او هم توسط زیگلر بازی می‌شود) ملاقات می‌کند. در داخل کلاب، این دو وارد صحنه می‌شوند، جایی که یک نمایش شعبده‌بازی توسط شعبده‌بازی به نام ادی اسپنگل در حال اجراست. بین در تلاش برای جلب توجه یک پیشخدمت، دستش را بلند می‌کند و ناخواسته به عنوان داوطلب وارد نمایش شعبده‌بازی می‌شود. شعبده‌باز برای انجام یک ترفند، ساعت بین را برمی‌دارد و همین باعث می‌شود بین در جستجوی ساعتش، نمایش را به هم بریزد؛ اتفاقی که باعث خجالت و سرافکندگی ایرما می‌شود. پس از اینکه ساعتش را پیدا می‌کند، اما ایرما را نمی‌بیند، بین از صحنه خارج شده و وارد رقص‌خانه کلاب می‌شود، در حالی که اسپنگل با عصبانیت به دنبال اوست، چرا که نمایشش را خراب کرده است.
در داخل دیسکو، بین، ایرما را در حال رقصیدن با مرد دیگری پیدا می‌کند. با حسادت، بین تلاش می‌کند وارد شود و ایرما را پس بگیرد، اما ایرما دوباره او را نادیده می‌گیرد و به رقصیدن با مرد دیگر ادامه می‌دهد. در نهایت، بین مرد را به زور از دیسکو بیرون می‌کند. بین به امید اینکه ایرما با او برقصد، از دی‌جی می‌خواهد که موسیقی را به چیزی آرام و عاشقانه تغییر دهد، اما ناگهان می‌بیند که آن مرد برگشته و ایرما را در آغوش گرفته است. بین که دل‌شکسته و تحقیر شده است، از دیسکو خارج می‌شود. اما او که نمی‌خواهد شکست را بپذیرد، جعبه تقسیم برق کلاب را می‌بیند و در راه خروج آن را خاموش می‌کند و کلاب را در تاریکی و سکوت فرو می‌برد.
در صحنه پایانی، بین در راه خانه از کنار مغازه‌ای عبور می‌کند که چندین تلویزیون در ویترین خود دارد. وقتی او از جلوی آن‌ها رد می‌شود، تلویزیون‌ها دچار نویز می‌شوند و وقتی او عبور می‌کند، به حالت عادی برمی‌گردند. همین اتفاق دوباره می‌افتد وقتی بین پس از تیتراژ پایانی، دستش را جلوی آن‌ها می‌گیرد.

## بازیگران
- روآن اتکینسون در نقش مستر بین
- ماتیلدا زیگلر در نقش ایرما گاب و پلیس
- نیک هنکاک در نقش دزد دوربین
- رابین دریسکول در نقش گروهبان پلیس
- دورسلی مک‌لیدن در نقش فروشنده کفش
- آلن شاکسون در نقش ادی اسپنگل
- جولیا هاوسون در نقش مونیک
- ریچارد مارک‌آنجلو و ریچارد کرتیس در نقش نوازندگان
- مارک خان و فیل نایس در نقش رقصندگان دیسکو

## تولید
یک روز پس از پخش اولیه این قسمت، تلویزیون تامس که نخست ساخت و پخش مجموعه را از طرف شبکه آی‌تی‌وی بر عهده داشت، متوجه شد که پروانه پخش خود را در پایان سال بعد از دست خواهد داد. به عنوان یک شرکت تولید مستقل، تامس پس از سال ۱۹۹۲ نیز به همکاری خود با این مجموعه ادامه داد، اما مسئولیت سفارش و انطباق شبکه به تلویزیون سنترال واگذار شد. تلویزیون سنترال همچنین نظارت بر تعدادی از تولیدات مستقل تامس را برای شبکه آی‌تی‌وی نیز بر عهده گرفت.

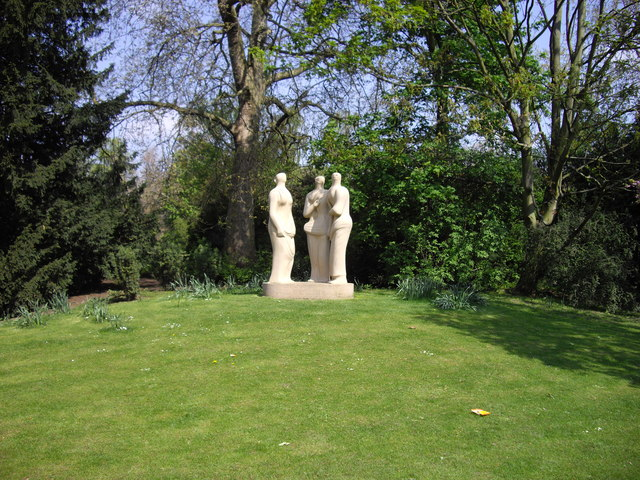
مجسمه «سه چهره ایستاده» در بترسی پارک

سکانس‌های خارجی این قسمت در بترسی پارک و کینگستون آپون تیمز فیلم‌برداری شده‌اند. صحنه‌های بیرونی آپارتمان مستر بین نیز برای چندین قسمت از مجموعه در ساربیتون فیلم‌برداری شده است. همچنین، فیلم‌برداری صحنه‌های خارجی از نوارهای ویدئویی اوبی به فیلم ۳۵ میلی‌متری تغییر یافت. سکانس‌های استودیویی نیز در حضور تماشاگران زنده در استودیوهای تدینگتون تلویزیون تامس ضبط شدند.